# Dar Hussein

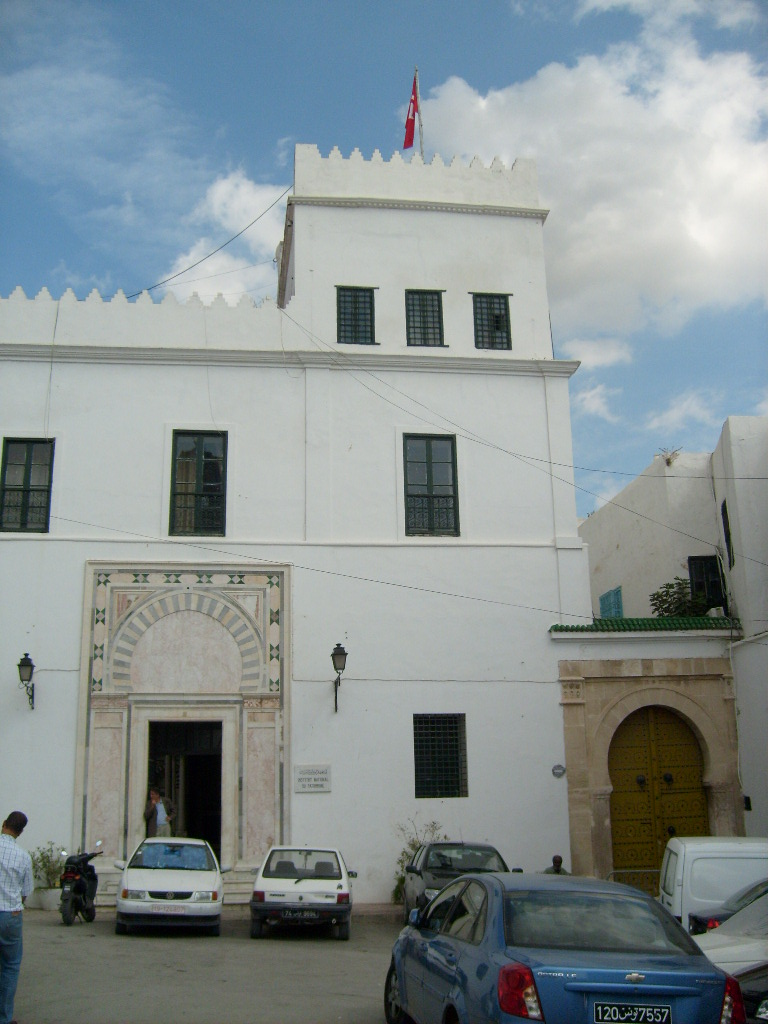
Palazzo in Piazza Castello

Il Dar Hussein (in arabo دار حسين) è un palazzo storico della medina di Tunisi. Si trova nel quartiere di Bab Menara, al numero 4 della Piazza del Castello.

## Storia
Eretto sul sito della dimora dei principi del XI e XII secolo XI secolo, l'edificio fu residenza di principi, dey e bey. Gli abbienti tenutari continuarano ad abbellire e ingrandire la struttura con sale di ricevimento e due cortili. Ricostruito da Ismail Kahia, ministro e figlio di Ali Pacha, è nel XIX secolo che Youssef Saheb Ettabaa, ministro di Hammouda Pasha, acquistò e impreziosì il palazzo. A lui si devono le decorazioni attuali: pavimentazione del patio e colonne, marmo bianchi, capitelli neo-corinzi, ceramiche, stucchi e dipinti.
Nel 1858, Dar Hussein fu sede del primo Consiglio comunale di Tunisi, fatto dal quale deriva il nome Dar El Achra (casa del dieci) con riferimento ai dieci notabili che formavano tale consiglio. Il generale Hussein, politico al servizio del Gran Visir Kheireddine Pasha, si trasferì nel palazzo nella seconda metà dell'Ottocento, che da allora porta il suo nome.
Nel 1882, il generale Léonard-Léopold Forgemol de Bostquénard, comandante delle forze francesi occupanti il paese, insediò nel palazzo il proprio stato maggiore, che vi rimase per tutta la durata del protettorato.
Dal 1957, Dar Hussein è la sede dell'Istituto Nazionale di Archeologia e arte, divenuto Institut national du patrimoine nel 1993.

## Galleria d'immagini

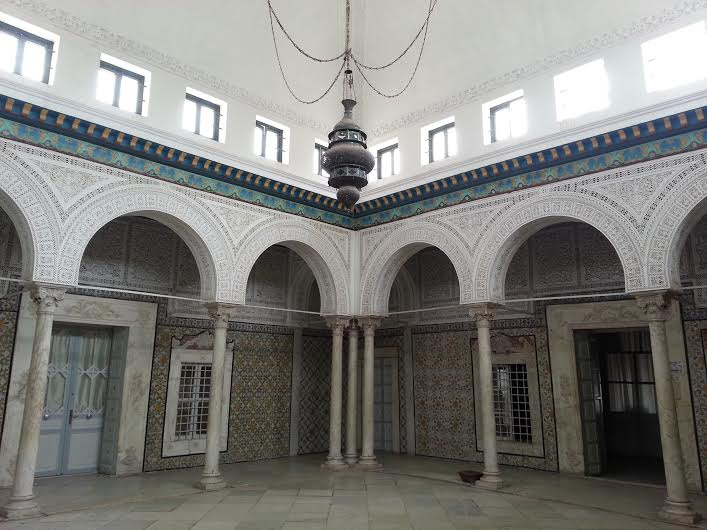
Hall
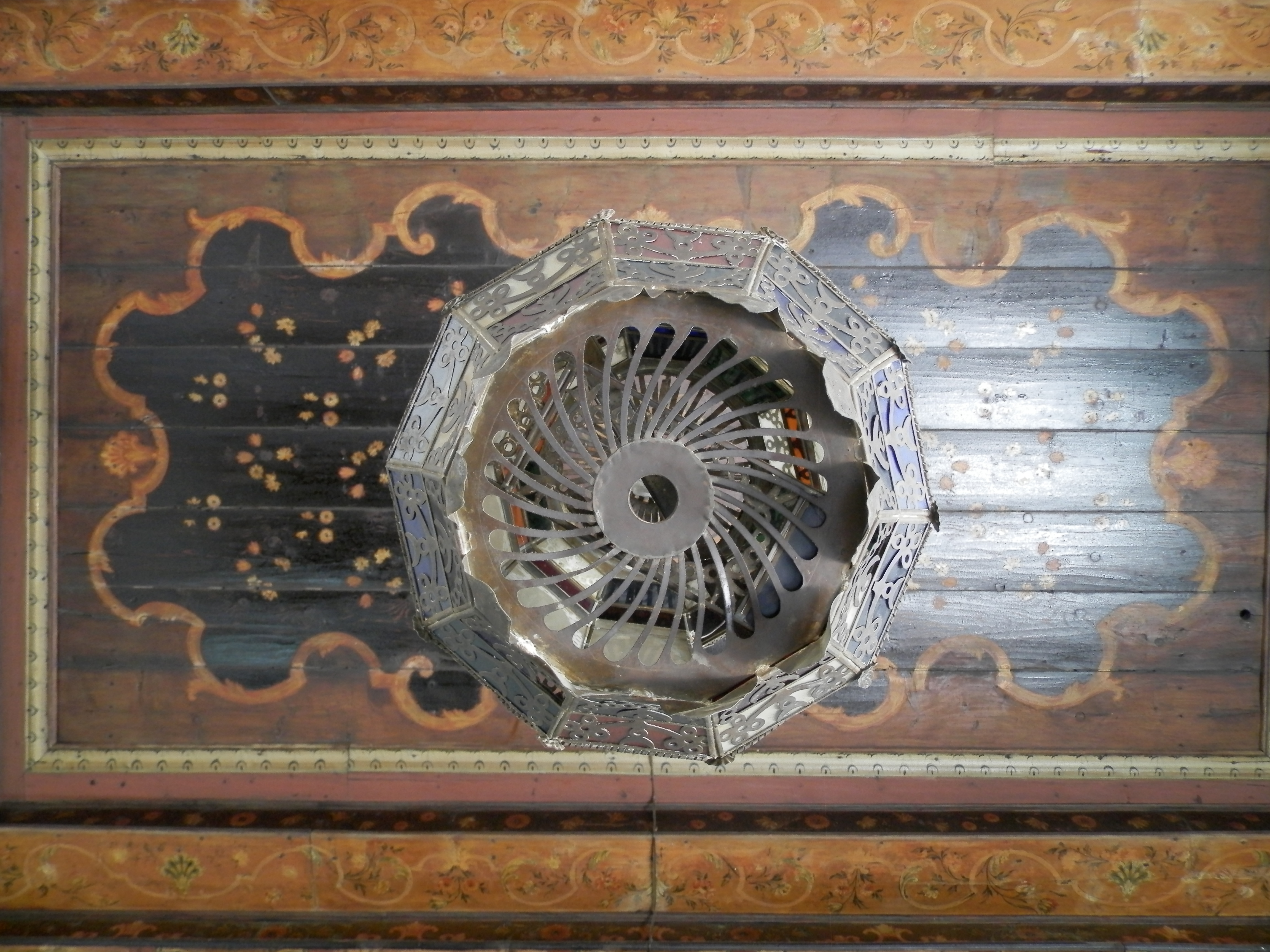
Soffitto di una delle stanze
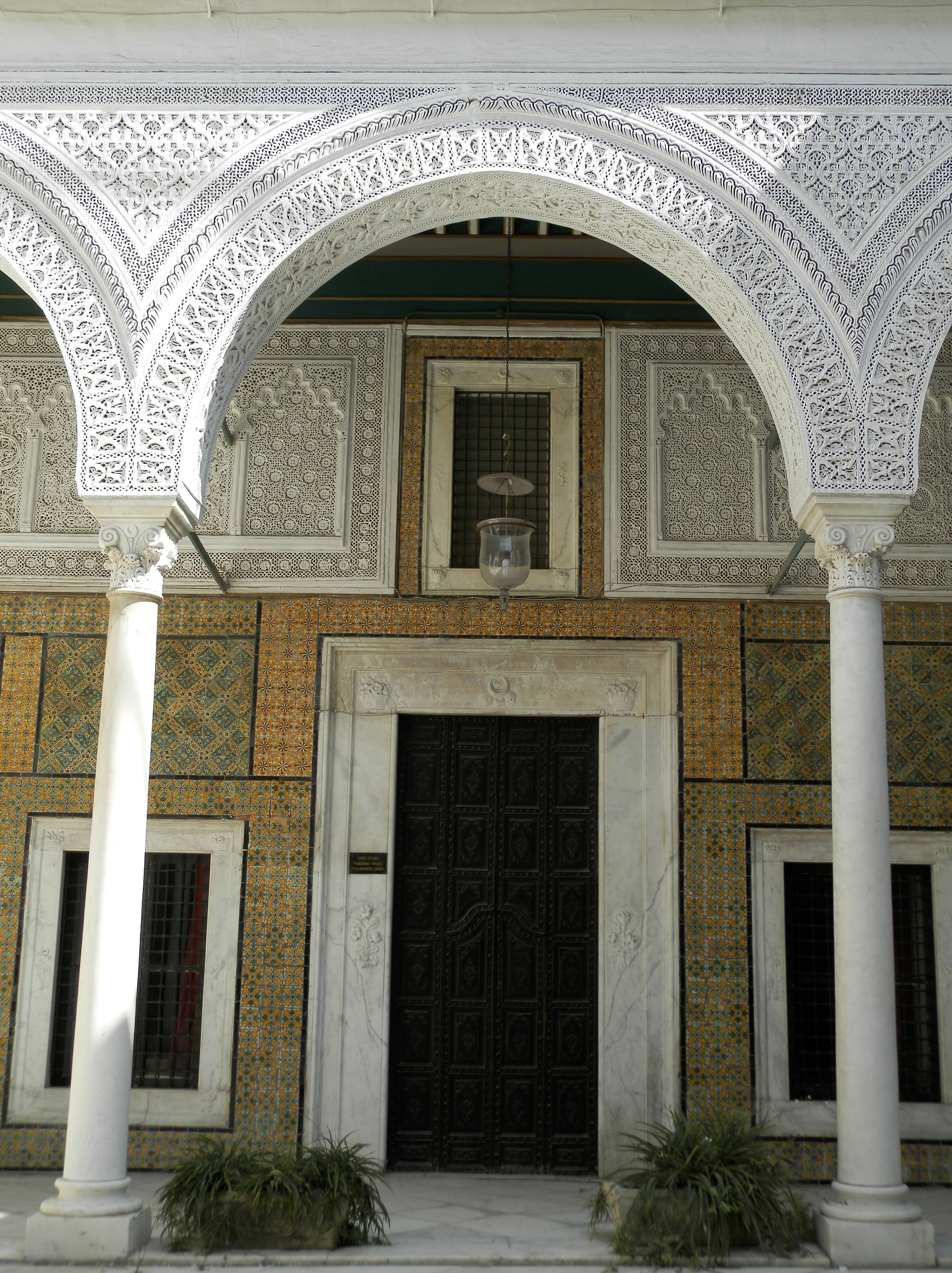
Arcate nel patio
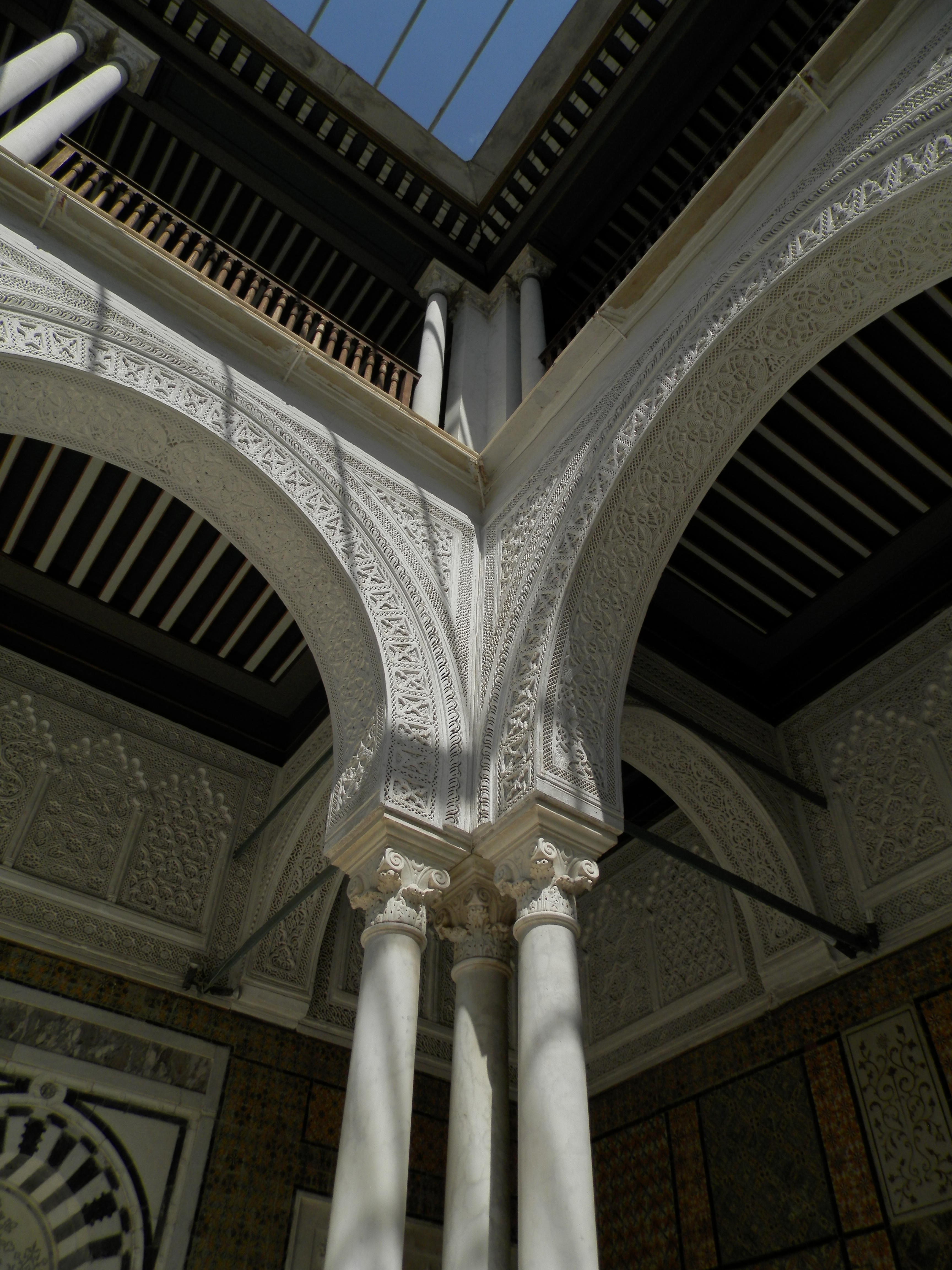
Colonne nel patio
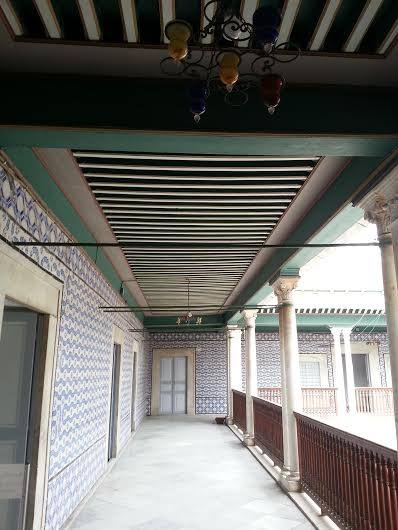
Balcone sul patio
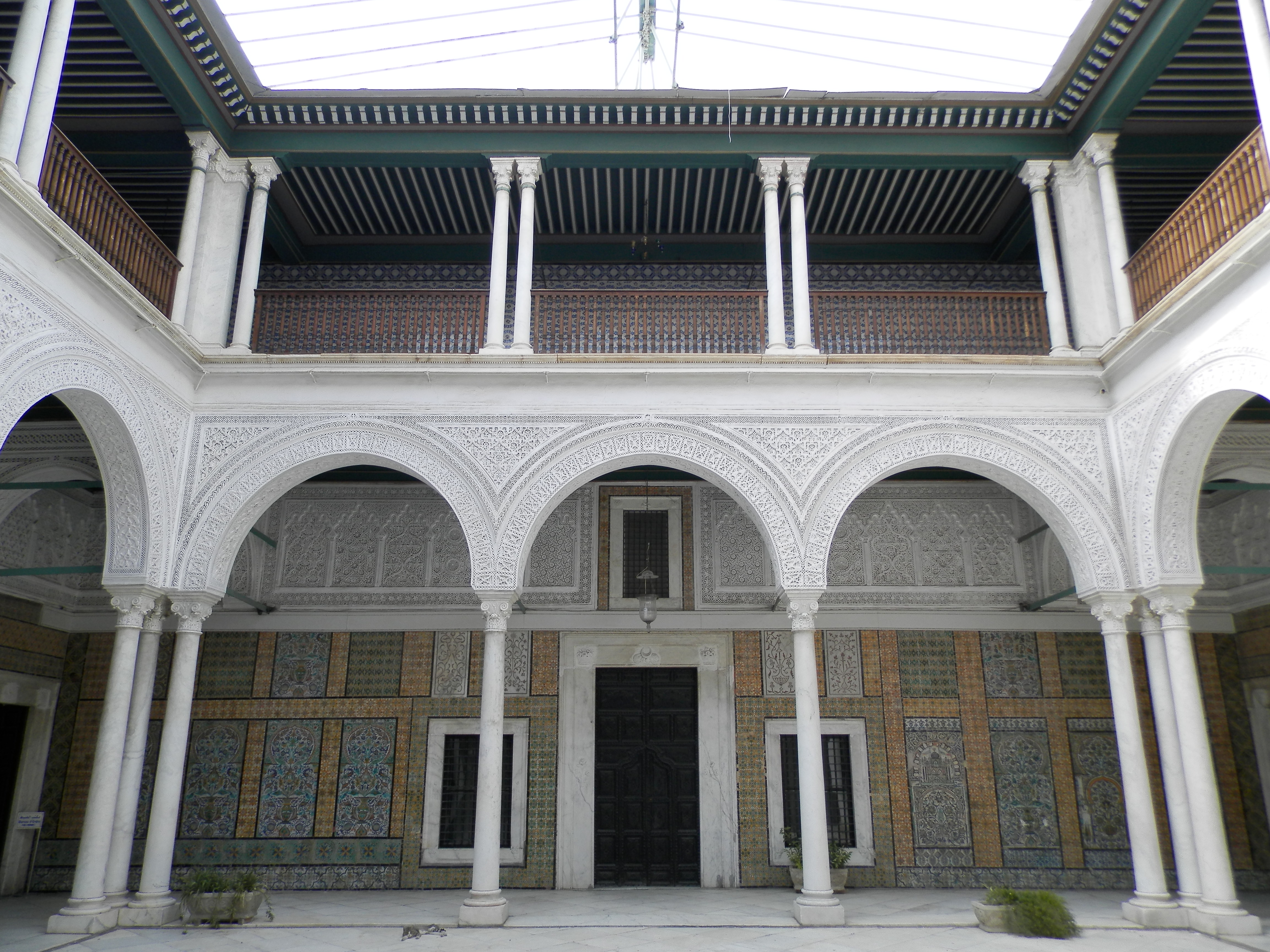
Vista che mostra i due livelli del patio
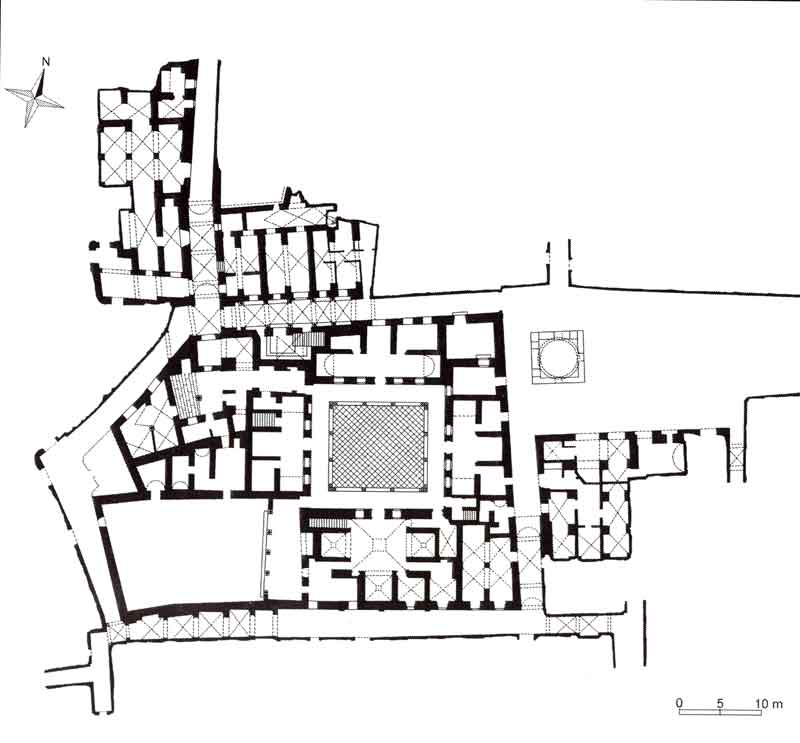
Piano terra
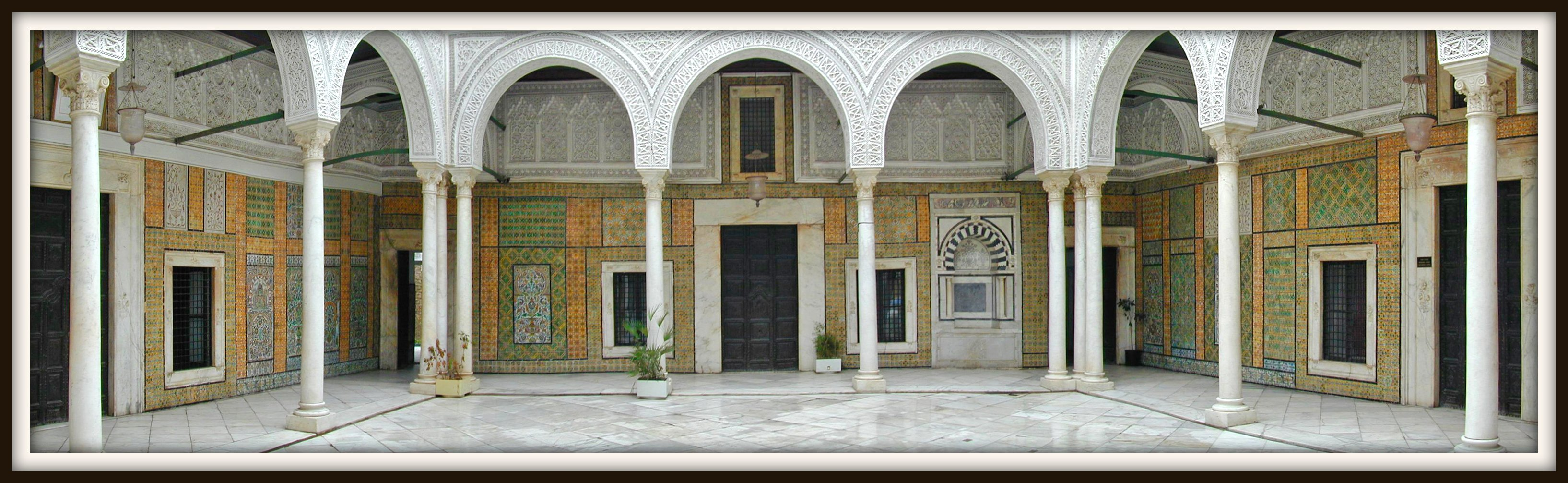
Patio
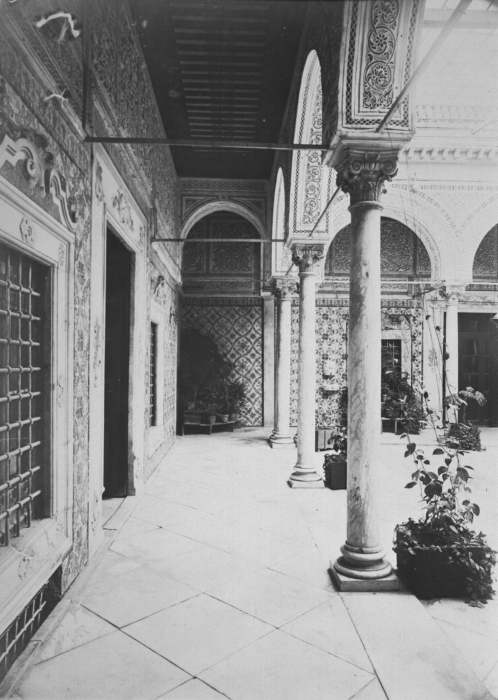
Dar Hussein nel ventesimo secolo